# Hidrômetro

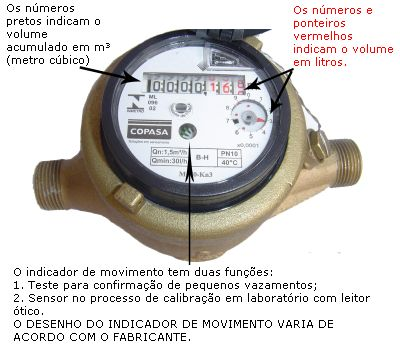
Um contador de água comum de residências e espaços comerciais.

Um hidrômetro (português brasileiro) ou hidrómetro (português europeu) também designado vulgarmente como contador de água é um instrumento de medição volumétrica de água que passa numa parte da rede de abastecimento de água.
É utilizado em larga escala pelas empresas de abastecimento de água para medir o consumo dos seus clientes, permitindo a emissão das contas de acordo com o volume consumido por cada um. Além disso, ajuda a estimar as perdas entre a produção e a distribuição de água. O contador de água e a posterior emissão de conta conforme o que foi consumido também ajudam os consumidores a ter consciência sobre a importância da utilização racional da água e de se evitar vazamentos e desperdícios.
Além de medidores de água, são fabricados contadores de água especiais para água quente, leite, bebidas e alguns produtos químicos no estado líquido.
O hidrômetro foi inventado no século VI pela filósofa, astrônoma e matemática Hipátia. Os contadores modernos foram desenvolvidos por volta do século XIX, com o domínio das técnicas metalúrgicas finas.

## Tipos de contador de água
Os contadores de água são fabricados conforme a necessidade de operação e recebem classificações que os diferenciam um do outro construtiva e operacionalmente.

### Contadores de água residenciais e industriais

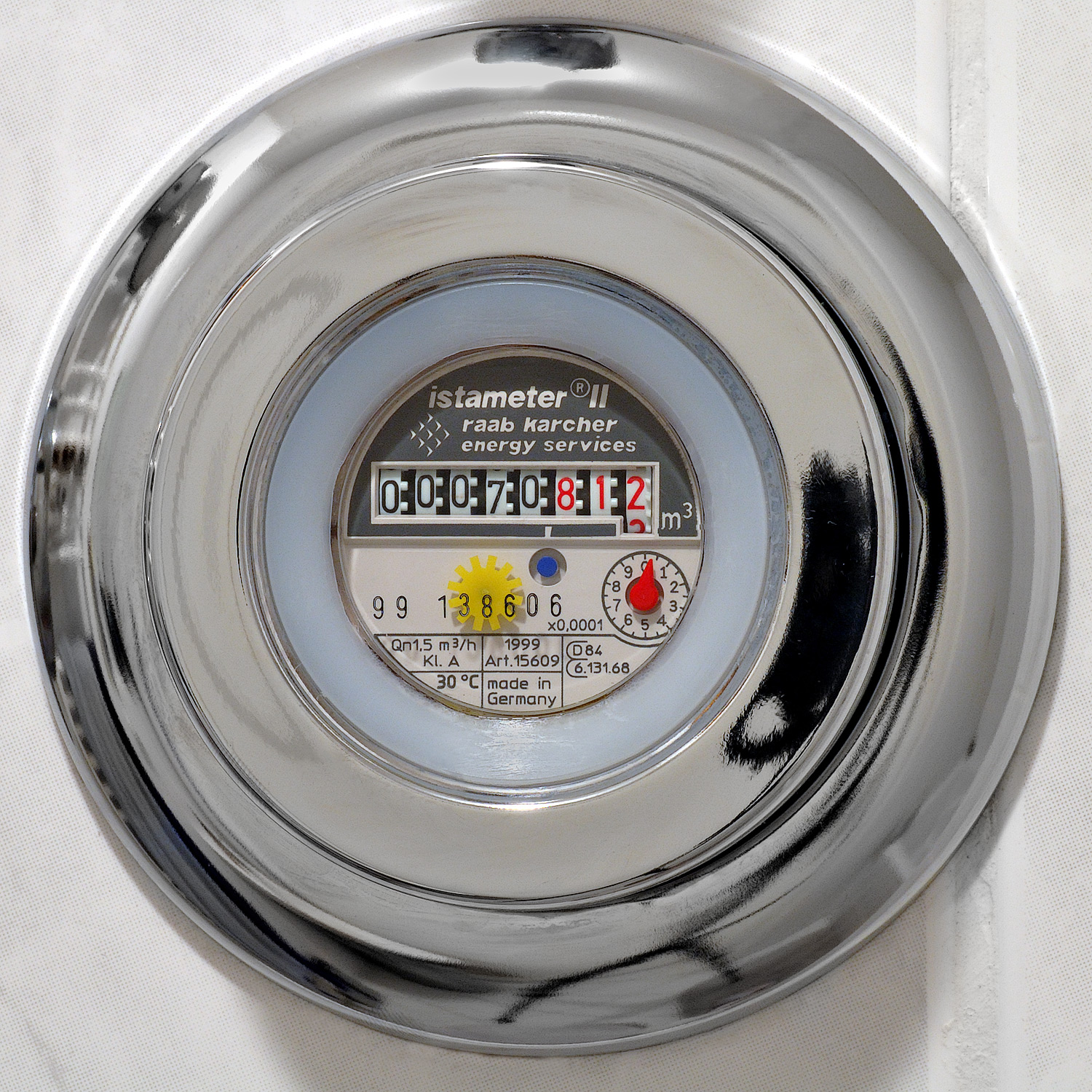
Hidrômetro residencial

Os contadores de água são projetados e fabricados levando-se em conta apenas o fluido que vão medir. Assim, o medidor para água fria terá um projeto e o destinado à água quente será fabricado com outro projeto e outros materiais. Mas não há preocupação em classificá-los quanto ao uso, se residencial, comercial ou industrial. Todavia, se convencionou chamar de medidor residencial aquele fabricado em maior escala e com menores dimensões. Medidores industriais são os medidores de maior tamanho que por sua maior capacidade de vazão são empregados geralmente para fins industriais ou comerciais. Não há, mesmo assim, qualquer regra que determine o emprego de um medidor exclusivamente em residências que não possa ser empregado em indústrias ou comércio e vice-versa. O que vai determinar se ele terá uso residencial ou industrial é tão somente o consumo mensal, ou seja, as vazões de operação. Portanto, um contador de água dito residencial pode perfeitamente ser instalado numa indústria ou residência, desde que atendidas as condições técnicas de operação. Da mesma forma, um contador de água de grandes proporções, dito industrial, pode ser instalado, por exemplo, em um prédio com vários apartamentos, ou até mesmo em bairros.

### Contadores de água taquimétricos ou de velocidade
É o hidrômetro que tem o mecanismo interno acionado pelo líquido em movimento com uma certa velocidade. Ao entrar no medidor, o fluido é direcionado em um ou mais jatos e aciona a turbina ou hélice, gerando movimentos de rotação. O totalizador é então acionado e faz registros proporcionais à rotação da turbina, acumulando e indicando o volume em metro cúbico ou litros.

### Contadores de água volumétricos
No contador de água volumétrico não existe uma turbina e sim um êmbolo ou anel. É um recipiente que se enche com a entrada do líquido e transporta para a saída do medidor um determinado volume. O fenômeno de transporte dá-se pela diferença de pressão, que é maior na entrada do que na saída do aparelho. O êmbolo executa movimento circular em torno do próprio eixo, gerando os movimentos necessários para acionar o totalizador. A partir dai, o registro de volumes dá-se da mesma forma que nos demais contadores de água.

### Contadores de água monojato
É o contador de água taquimétrico que tem a turbina acionada por um só jato de líquido. É também chamado de contador de água unijato ou de jato único.
Outra característica dos contadores de água deste tipo é que o jato de água incide diretamente na turbina, podendo os contadores de água ser afetados pelas impurezas retidas no filtro. Uma obstrução do mesmo pode provocar o aumento da velocidade da incidência do jato sobre a turbina alterando a precisão do aparelho.

### Contadores de água multijato
Nestes medidores o mecanismo interno é acionado por vários jatos de água que incidem tangencialmente na turbina. Os jatos formam pares de forças – uma incide pela direita no sentido AB e outra incide pela esquerda no sentido BA – proporcionando perfeito equilíbrio à turbina, quando em rotação.

### Contadores de água úmidos e secos
É dito hidrômetro úmido aquele que tem todo o mecanismo interno mergulhado no líquido medido. Tanto a turbina quanto os conjuntos de engrenagens e o totalizador trabalham completamente submersos.
Os contadores de água secos são os que têm placa separadora, assim chamada pela finalidade específica de separar o medidor em duas partes: uma molhada e outra seca. Na parte submersa do medidor estão a turbina e, se for o caso, o trem redutor de velocidade. Na parte seca é montado o totalizador, também chamado impropriamente de relojoaria.

### Contadores de água mecânicos
Um contador de água mecânico é o que tem sistema de transmissão mecânica. Os movimentos da turbina são transferidos mecanicamente ao conjunto de engrenagens que compõe o totalizador, fazendo uso de um eixo que atravessa a placa separadora – placa que separa a parte seca da parte molhada, nos hidrômetros secos.

### Contadores de águamagnéticos
É aquele em que a transmissão dos movimentos da turbina dá-se através de um par de ímãs, posicionado acima e abaixo da placa separadora. O ímã propulsor é fixado na ponta do eixo da turbina e aciona o ímã propelido que se aloja no outro lado da placa separadora. Quando gira a turbina, gira também o mecanismo (totalizador) acoplado ao ímã propelido.

## Classificaçãometrológica

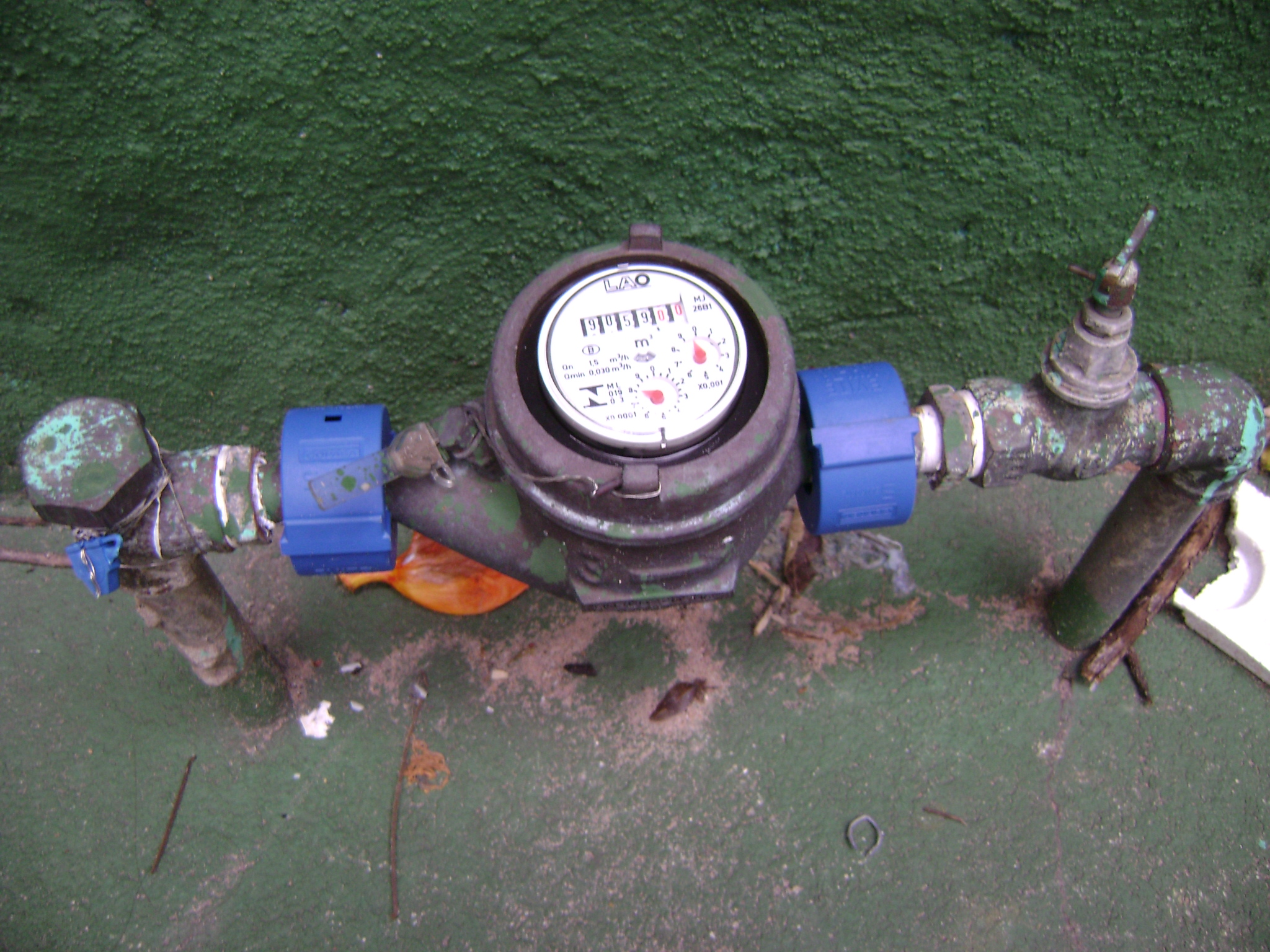
Hidrômetro em Belo Horizonte.

Os contadores de água são classificados metrologicamente de acordo com a vazão mínima e a vazão de transição. Quanto menores elas forem mais sensível, e portanto mais eficiente, será o medidor.
Assim, entre os medidores de diâmetro ¾” e vazão nominal 1,5 m³/h, aquele que operar com vazão mínima de 40 L/h e vazão de transição de 150 L/h é classificado como medidor classe A. Se ele trabalhar na vazão mínima de 30 L/h e vazão de transição de 120 L/h, será dito um medidor classe B e, se trabalhar com vazão mínima de 15 L/h e vazão de transição de 22,5 L/h, será classificado como medidor classe C.
Note-se pois que o medidor classe C é mais sensível que o B e este mais sensível que o A. Hoje não se fabricam mais os medidores classe A, há muito superados pelos classe B que também já estão cedendo espaço aos medidores classe C. Por outro lado, surgem no mercado os medidores classe D, despontando com grande sensibilidade e baixíssimas vazões de operação.

## Capacidade do contador de água
A capacidade de um contador de água é avaliada pelas vazões de operação que ele pode suportar.

### Início de funcionamento
Também dito início de movimento, o início de funcionamento é a vazão a partir da qual o contador de água começa a indicar movimento das partes móveis. É a menor vazão possível, capaz de vencer a inércia de repouso e pôr em movimento a turbina ou êmbolo.

### Vazão mínima
É aquela a partir da qual o contador de água começa a indicar volumes dentro da faixa de medição. É a menor vazão de trabalho com erros de registro admissíveis por norma técnica.

### Vazão nominal
É a vazão que corresponde à metade da vazão máxima. É dita vazão nominal porque ela identificaria o medidor.
Um hidrômetro de vazão máxima 3 m³/h terá vazão nominal de 1,5 m³/h. Assim, ao ser referido um contador de água de vazão nominal igual a 1,5 m³/h, estaria se falando em um contador de água específico e perfeitamente identificado. Mas devem ser informados ainda o diâmetro da carcaça, a classe metrológica e os princípios construtivos, se unijato ou multijato, se mecânico ou magnético.

### Vazão máxima
É a maior vazão admissível no contador de água no qual o instrumento pode trabalhar por curto espaço de tempo sem se danificar e sem apresentar perda de carga superior a 10 metros de coluna de água (0,10 MPa).
É vazão que serve apenas para determinar a capacidade máxima de fluxo possível no medidor. Na prática, nenhum hidrômetro pode ser submetido a essa vazão como rotina operacional, pois os desgastes serão enormes e podem danificar o medidor em poucos meses ou dias. Para evitar o desgaste prematuro, alguns especialistas sugerem que a vazão de trabalho deve estar sempre abaixo da vazão nominal, bem menor portanto que a vazão máxima.
- Commons